# Acinodendron ferrugineum
Acinodendron ferrugineum là một loài thực vật có hoa trong họ Mua. Loài này được (Desr.) Kuntze mô tả khoa học đầu tiên năm 1891.